# トーマス・ケイン
トム・ケイン（英語：Thomas Howard “Tom” Kean、1935年4月21日 - ）は、アメリカ合衆国の政治家。ニュージャージー州下院議員、ニュージャージー州知事、州下院議長、院内総務を歴任した。2002年12月にブッシュ大統領より、アメリカの同時多発テロに関する国家調査委員会の委員長に任命される。
なお日本では「トマス・キーン」と表記されることが多いが、本人は一貫して短縮型の「トム」を使用しており、また、Keanの英語での発音は「ケイン」である。

## 経歴
1935年4月21日にニュージャージー州の政治家一家に誕生したが、生地はニューヨークであった。名門のプレップ・スクール、セント・アルバンズ・スクールで学び、プリンストン大学を卒業。その後はコロンビア大学から教育学修士号を取得した。大学院修了後は歴史と行政学を教えていたが、1967年にニュージャージー州下院に立候補、当選を果たす。1972年には下院議長に就任、1973年にはニュージャージー州知事代行を務めたこともある。1973年の選挙で共和党が少数党に転落すると、少数党院内総務に選出され、多数党に復帰した際にも引き続き多数党院内総務を務めた。
1981年にニュージャージー州知事に当選し、2期8年務めた。1985年に再選された際に、ニュージャージー州知事選挙史上最大の得票率を記録した。ケインは2004年にニュージャージー州民を対象とした調査で、最も偉大な知事に選ばれている。知事として、教育に携わった経験から教育改革を推進し、これを成功させた。また州の社会保障制度の改革を推進し、財政の健全化を達成、減税を行う一方、新たな雇用を創出し失業率を低下させた。環境保護に熱心であり、多くの環境保護政策を打ち出した。さらに、死刑制度を復活させ、犯罪率の低下につとめた。こうした知事としての功績は幅広い評価を得、1986年には『ニューズウィーク』誌により最も有能な州知事に選ばれた。また全米の共和党知事のリーダー格となり、1988年の共和党大会では基調演説を行った。
1990年に任期満了を迎えると、ケインは政界を引退し、教育界に戻った。1990年から現在まで彼はニュージャージー州のドリュー大学の学長を務めている。しかしケインは、2005年夏の任期切れを以って学長を退任することを表明している。2002年12月16日、ブッシュ大統領はケインを米国の同時多発テロに関する国家調査委員会の委員長に任命した。同委員会は9/11委員会と通称され、ケネディ大統領暗殺に関するウォレン委員会以来最も重要な独立委員会であった。当初、大統領はヘンリー・キッシンジャー元国務長官を委員長に任命したが、この人事は民主党側の強い反発を受け、キッシンジャーは辞退せざるを得なかった。そこでケインに白羽の矢が立った。ケイン委員長の下、同委員会は2004年7月22日に最終報告をまとめた。
ケインはデボラ夫人との間に2男1女をもうけた。長男のトム・ケインJr.は、現在ニュージャージー州上院議員を務めており、2006年の連邦上院議員選挙へ出馬したが敗北している。